# Lorentz Kroniger

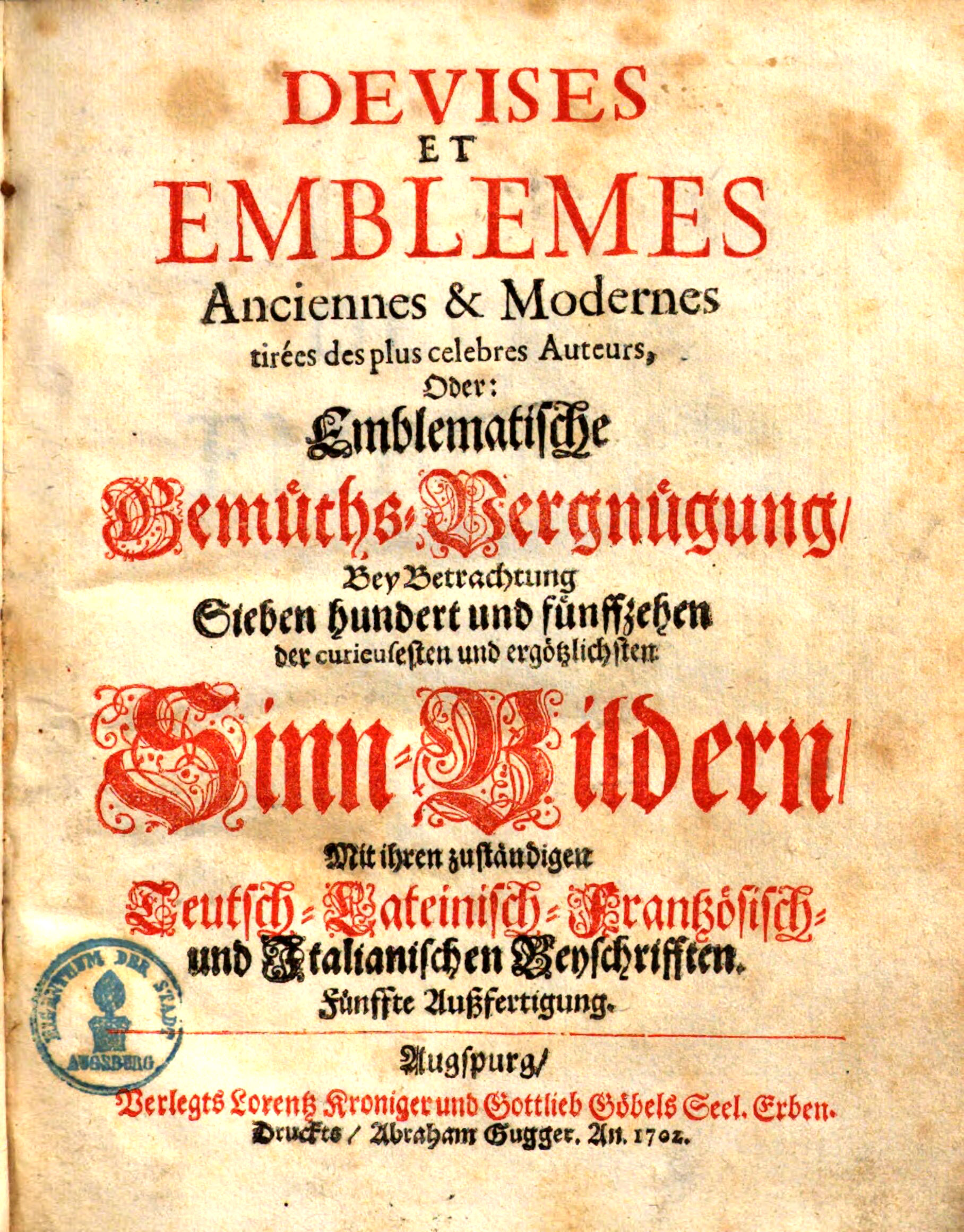
Frontcover des historischen Buchs Devises et Emblemes, gedruckt von Abraham Gugger, verlegt 1702 von Lorentz Kroniger, beide zu Augsburg

Lorentz Kroniger, auch Kraniger, Kroninger oder Kronigerus, (* um 1655 in Lindau; † um 1706 in Augsburg) war ein Buchhändler und Verleger in Augsburg.

## Leben
Lorentz Kroniger arbeitete in der Buchhandlung des Augsburger Verlegers Gottlieb Göbel (1642–1684) und war nach Göbels Tod von 1685 bis 1687 Geschäftsführer. 1688 heiratete er Göbels Witwe Anna Ottilia, geb. Kühn. Sie stammte aus der Buchdruckerfamilie des Balthasar Kühn in Ulm. Die Buchhandlung hieß dann bis 1708 Lorentz Kroniger & Gottlieb Göbels Erben. Kroniger kaufte im Jahr 1701 den Verlag von Johann Wehe d. J. Es druckten für ihn Jakob Koppmayer, Anton Nepperschmid, Johann Jakob Schönig, Johann Christoph Wagner, Leonhard und David Zacharias sowie Johann Görlin in Frankfurt am Main.
Kroniger verlegte über 300 Bücher damaliger namhafter Autoren, darunter Gottfried Wilhelm Leibniz, mit dem er eine ausführliche Korrespondenz führte, und Papst Clemens XI. Als Buchhändler reiste er stetig zwischen Augsburg, Frankfurt, Leipzig, Salzburg und Wien umher. Er besuchte stets die jährlich stattfindende Frankfurter Büchermesse.
Nach Kronigers Tod wurde die Firma von Gottlieb Göbels Sohn Johann Friedrich Göbel in Augsburg weitergeführt.